# Topór (film)
Topór (ang. Hatchet) – film fabularny (horror) produkcji amerykańskiej z 2006 roku w reżyserii Adama Greena. Film promowano sloganem reklamowym „Stara szkoła amerykańskiego horroru” i oczekiwano, że odniesie on sukces bliski fenomenom Piątku, trzynastego, Halloween czy Koszmaru z ulicy Wiązów. Ostatecznie film nie spotkał się ze skrajnym entuzjazmem.
Film inspirowany był prawdziwą historią. W obsadzie występują aktorzy znani z filmów grozy. Film kręcono w Nowym Orleanie w Luizjanie i w Santa Clarita w Kalifornii.

## Opis fabuły
W scenie rozpoczynającej film poznajemy dwóch rybaków – Sampsona (Robert Englund) oraz jego syna Ainsleya (Joshua Leonard). Para dryfuje po odludnych luizjańskich bagnach przy pełni księżyca, oczekując udanego połowu. Pomimo pokrewieństwa, Sampson i Ainsley nie przepadają za sobą, a wkrótce Ainsley znajduje zwłoki swojego martwego ojca na lądzie i sam zostaje zamordowany przez monstrualną postać, która najpierw pozbawia go rąk, a następnie rozrywa na pół.
Tymczasem w centrum Nowego Orleanu odbywa się karnawał, którego uczestnikami są Marcus (Deon Richmond) oraz jego przyjaciel Ben (Joel Moore), przybity od momentu rozstania z dziewczyną. Ben, znużony klimatem Nowego Orleanu w czasie karnawału, decyduje się wybrać na podróż po nawiedzonych bagnach, której organizatorem jest Azjata Shawn (Parry Shen). Marcus, mimo niepewności, zgadza się towarzyszyć przyjacielowi w wycieczce. W podróży przez rzekomo nawiedzone bagna Luizjany Benowi i Marcusowi towarzyszą: niechlujny reżyser Shapiro (Joel Murray), jego pupilki – przyszła aktorka Jenna (Joleigh Fioreavanti) oraz jej towarzyszka-pornogwiazdka Misty (Mercedes McNab), małżeństwo z Minnesoty państwo Permatteo (Patrika Darbo i Richard Riehle), a także niepozorna Marybeth (Tamara Feldman). Marcus i Jenna zaczynają ze sobą flirtować, a Ben stara się nawiązać kontakt z wyalienowaną od grupy Marybeth, która jednak go spławia.
Podczas rejsu, bohaterowie napotykają się na bezdomnego, który powiadamia ich o klątwie ciążącej nad mokradłami i radzi im powracać do domów, lecz odległość pomiędzy ich statkiem a łodzią prowincjusza jest na tyle spora, że turyści nie są w stanie usłyszeć jego ostrzeżeń. Pani Permatteo na odległym lądzie dostrzega postać, a w międzyczasie rozkojarzony Shawn wpada na skałę, powodując, że statek zaczyna tonąć. Zaczyna padać deszcz, a turyści zostają zmuszeni do ewakuacji z łodzi. Pan Permatteo zostaje ugryziony przez aligatora w nogę, przez co wszyscy wypadają ze statku. Wszyscy pośpiesznie asekurują się na ląd, a noga pana Permatteo zaczyna obficie krwawić. Uczestnicy podróży odkrywają, że Shawn właściwie nie jest przewodnikiem, a jedynie studentem, który przez organizowanie szemranych wycieczek po bagnach chce zarobić pieniądze. Podczas poszukiwania pomocy, strapieni turyści dowiadują się, że Marybeth tak naprawdę również nie wzięła udziału w rejsie z celów rekreacyjnych – jej rodzina, poznani wcześniej Ainsley i Sampson, zginęli w okolicach bagien, a dziewczyna, wyposażona w pistolet, przybyła, by ich odnaleźć. Marybeth opowiada współtowarzyszom prawdziwą historię legendy bagien Luizjany, Victora Crowleya, który zamieszkiwał odwiedzane przez bohaterów tereny kilka lat temu i był prześladowany przez rówieśników z powodu swojej deformacji. Pewnej nocy grupka chłopców podpaliła dom Crowleyów, a Victor został uwięziony wewnątrz. Po powrocie do domu, Pan Crowley usiłował pomóc synowi, chcąc porąbać drzwi toporem, lecz w rezultacie zamordował swojego syna, uderzając go narzędziem w głowę. Legenda Luizjany głosi, że każdy kto na odpowiednią odległość zbliży się do domu Crowleyów, ginie w tajemniczych okolicznościach.
Pani Permatteo ignoruje mrożącą krew w żyłach historię Marybeth i decyduje się wejść do dawnego domu Crowleyów w oczekiwaniu na udzielenie pomocy przez mieszkającą tam obecnie rodzinę jej rannemu mężowi. Z domu wybiega jednak zapowiadany przez Marybeth Victor Crowley, jak najbardziej żywy, który najpierw morduje pana Permatteo, a następnie jego przerażoną żonę. Marybeth strzela do mężczyzny, lecz jedynie go unieszkodliwia. Wszyscy zaczynają uciekać. Marybeth, Ben, Jenna, Marcus, Misty i Shawn wkrótce wpadają na siebie, lecz Shapiro zostaje złapany przez Crowleya, który skręca mu kark. Marcus atakuje Shawna, mając mu za złe, że jest sprawcą całego zamieszania, rozdziela ich jednak Ben. Następnie bohaterowie odnajdują zwłoki Shapira i przekonują się, że tak naprawdę nie był on reżyserem, a kolekcjonerem filmów pornograficznych, który dla własnych potrzeb kręci erotyki. Marybeth proponuje, by powrócić do domu Crowleyów po broń, i cała szóstka ulega jej idei. Misty, Jenna, Marcus i Shawn pozostają przed domem, strzegąc powrotu Victora, podczas gdy Marybeth i Ben włamują się do posiadłości. Na miejscu zastają zwłoki Ainsleya i Sampsona. Gdy pozostałych zaczynają niepokoić tajemnicze odgłosy, chwytają w dłonie łopatę i widły i powracają do czwórki. Z głębi lasu wyłania się Victor. Marybeth obezwładnia go uderzeniem łopaty, a Ben dźga go widłami. Shawn rusza po łopatę, by wdać się w bój z Crowleyem, lecz ten chwyta ją pierwszy, wyłamuje nią nogę Shawna i dekapituje go. Następnie morduje Jennę i wszyscy – ponownie – zaczynają uciekać.
Pozostali przy życiu wpadają na plan unicestwienia Victora w jego własnym domu. Kolejny raz powracają na miejsce pierwszych zgonów. Marybeth, Ben i Marcus ruszają do domu, by napełnić zbiornik z benzyną i następnie podpalić posiadłość z uwięzionym Victorem wewnątrz; Misty zaś pozostaje na straży, oczekując przed domem powrotu psychopaty. Po wyjściu z domu Crowleyów, bohaterowie nie zastają Misty, a jej głowa i tułów zostają jedyne rzucone w Bena przez Victora. Ben polewa Victora benzyną, a Marybeth i Marcus podpalają go, lecz ogień zostaje ugaszony przez deszcz, który niespodziewanie zaczyna padać. Trójka zaczyna uciekać i trafia na miejscowy cmentarz. Marcus zostaje schwytany, a Victor odcina mu kończyny i rozbija jego głowę o grób.
Marybeth i Ben następnie pokonują Victora, lecz jak się okazuje, nieskutecznie. Para odpływa łodzią ojca Marybeth na mokradła, gdzie dziewczyna zostaje wciągnięta do wody. Gdy już wydaje się, że utonie, dostrzega dłoń Bena wyciągniętą w jej kierunku, która wciąga ją z powrotem na łodź. Okazuje się jednak, że dłoń nie należy do Bena, a Victora, która zabił chłopaka.

## Obsada
| - Joel Moore jako Ben - Tamara Feldman jako Marybeth - Deon Richmond jako Marcus - Mercedes McNab jako Misty - Parry Shen jako Shawn - Joleigh Fioreavanti jako Jenna - Joel Murray jako Shapiro | - Richard Riehle jako pan Permatteo - Patrika Darbo jako pani Permatteo - Robert Englund jako Sampson - Joshua Leonard jako Ainsley - Tony Todd jako Clive Washington - John Carl Buechler jako Jack Cracker - Kane Hodder jako Victor Crowley/pan Crowley |